# Nomad (comics)
Pour les articles homonymes, voir Nomad.
Nomad (« le Nomade » en VF) est le nom de plusieurs super-héros successifs évoluant dans l'univers Marvel de la maison d'édition Marvel Comics.
Le nom et le costume du Nomad ont été créés par le scénariste Steve Englehart et le dessinateur Sal Buscema en tant qu'identité alternative pour le Captain America originel, Steve Rogers. Le personnage de fiction apparaît sous cette identité pour la première fois dans le comic book Captain America #180 en décembre 1974, mais ne dure que pendant quatre numéros.
Par la suite, l'identité du Nomad est ravivée par le scénariste J. M. DeMatteis pour un personnage mineur nommé Edward Ferbel dans Captain America #261-263 (septembre-novembre 1981). Le même scénariste donna plus tard le titre à son prétendant le plus connu, Jack Monroe (en) dans Captain America #281 (mai 1983). Les autres prétendants au nom de code de Nomad sont Rikki Barnes et le fils adoptif de Steve Rogers, Ian Rogers.

## Steve Rogers
Dans Captain America #180 (décembre 1974), quand Captain America découvre qu'un haut fonctionnaire du gouvernement américain (on a fortement laissé entendre qu'il s'agissait du président des États-Unis Richard Nixon) est le chef de l'organisation terroriste connue sous le nom de l'Empire secret, Steve Rogers perd foi dans les institutions de son pays et décide d'abandonner son costume et son titre de Captain America.
Il mène alors sa vie normalement en tant que Steve Rogers, artiste en dessin pigiste, lorsqu'un mystérieux archer (dénommé l’Archer doré, « Golden Archer (en) » en VO) l'attaque à de multiples reprises.
Steve Rogers tend un piège à l'archer à l'aide d'un leurre. L'archer est en fait Clint Barton (Œil-de-faucon, « Hawkeye » en VO) qui veut faire comprendre à Rogers que même s'il n'approuve plus Washington, il reste toujours un héros. Si l’identité de Captain America était trop lourde à porter, rien ne l'empêchait d'en prendre une autre.
Ainsi naît Nomad, le héros masqué, capé mais sans bouclier qui devient le super alter ego de Steve Rogers pendant un temps. En effet, cette identité est de courte durée, Rogers la conservant pour seulement quatre numéros de la bande dessinée, avec des degrés divers de succès ; il trébuche même sur sa propre cape à un moment donné.
À la fin de Captain America #184 (avril 1975), Rogers revient à l'identité de Captain America lorsqu'il se rend compte qu'il pourrait défendre les idéaux de l'Amérique sans soutenir aveuglément son gouvernement. 
Il y a au moins une autre incarnation de Nomad qui devint l'acolyte de Captain America. Celui-ci se révéla être un pion involontaire de Crâne rouge.

## Jack Monroe
Jack Monroe (comics) (en)

## Rikki Barnes
Rikki Barnes (en)

## Ian Rogers
Ian Rogers (character) (en)